# Olivier Frapolli
Pour les articles homonymes, voir Frapolli.
Olivier Frapolli, né le 27 septembre 1971 à Hyères (Var), est un joueur puis entraîneur français de football. Il est l'entraîneur du Stade lavallois, de retour en Ligue 2 en 2022. Avec trois montées de National en Ligue 2, il est l'un des deux entraîneurs ayant connu le plus d'accessions à ce niveau. Ses pairs l'élisent meilleur entraîneur de National en 2014 et 2022

## Biographie

### Le joueur (1978-2004)
Olivier Frapolli passe son enfance à Vitrolles, commune proche de Marseille. Il commence à jouer au football à 5 ans avec ses frères. Il joue dans les trois clubs de Vitrolles jusqu'à l'âge de 12 ans. Sur les terrains, il est souvent opposé à Zinédine Zidane, qui évolue alors au SO Septèmes, commune toute proche, et participe à des sélections régionales avec lui. D'avril à juin 1987, ils disputent ensemble la Coupe nationale des cadets avec l'équipe de la Ligue Méditerranée, entraînée par Richard Tardy. Ils atteignent les demi-finales mais sont défaits par la Ligue de Paris-Île-de-France de Pascal Nouma.
Repéré par de nombreux recruteurs, Olivier Frapolli quitte en juillet 1988 son club de l'AS aixoise pour signer un contrat aspirant avec le Toulouse FC, malgré les relances de Michel Hidalgo, le patron technique de l'Olympique de Marseille. « En matière de formation, Toulouse offrait de meilleurs atouts » et était réputé pour donner du temps de jeu aux jeunes.

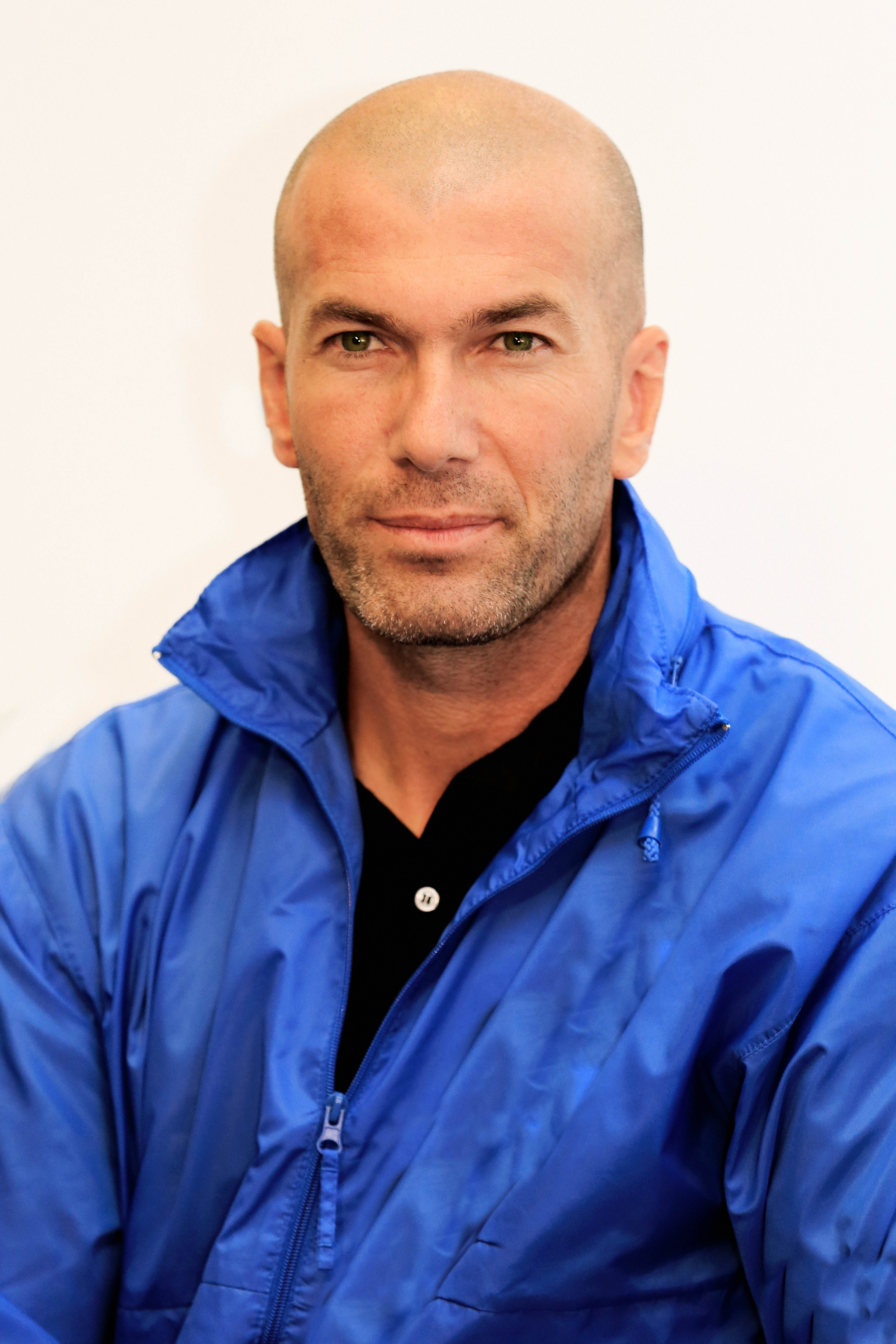
Olivier Frapolli côtoie Zinédine Zidane chez les Bleuets.

Souhaitant devenir architecte et ne faisant pas du football une priorité, c'est également pour les études qu'il choisit Toulouse, ainsi que pour l'ambiance, qui lui avait bien plu lors d'un séjour d'une semaine. Au centre de formation, il a comme voisin de chambre Fabien Barthez. Côté études, en plus d'un baccalauréat économique obtenu avec un an d'avance, il décroche dans la ville rose un BTS action commerciale, mais aussi le tronc commun du Brevet d'État d'éducateur sportif (BEES 1er degré) en 1989. Par la suite, il a plus de mal à suivre les cours de son DEUG AES, étant devenu depuis 1992 le libéro du Téfécé, en Division 1. Sous contrat stagiaire depuis 1990, il signe son premier contrat professionnel en 1993. Avec le TFC, il disputera 50 matches de Division 1 dont le premier au Parc des Princes. Un des plus beaux souvenirs de sa carrière restera le match du 2 juin 1993 contre l'OM, tout juste sacré champion d'Europe, où il retrouvera Fabien Barthez et fera la fête avec les héros de Munich. International juniors, puis espoirs en 1993, aux côtés des futurs champions du monde Zidane et Thuram, il contribue à la qualification pour l'Euro Espoirs 1994, sans toutefois participer à la phase finale.
Après une saison 1993-1994 ponctuée par seulement quatre victoires auxquelles il ne participe pas, le TFC est relégué et Frapolli ne rentre plus dans les plans du coach. Avide d'un véritable statut de titulaire, il accepte d'être prêté en Division 2, d'abord à Perpignan, club promu dont l'entraîneur Jean-Pierre Carayon recherche un libéro, puis au Stade poitevin, où il forme avec le futur international sénégalais Ferdinand Coly une charnière centrale redoutable. Plus tard, il dira regretter ce choix d'être prêté, considérant qu'il est parti trop tôt de Toulouse, et qu'il aurait fini par s'imposer et faire partie de la remontée du club en D1 s'il était resté. De ces expériences dans le bas de tableau de D2, il dira cependant qu'elles lui ont forgé le caractère et lui seront utiles pour l'avenir.
En 1996, de retour de prêt, il quitte le Toulouse FC et signe à l'AS Beauvais Oise, club promu en D2, qui s'y maintient deux saisons de suite avant de terminer lanterne rouge.
Après ces trois saisons en Picardie, il retrouve sa Provence natale en signant au FC Martigues, qui vient de sauver de justesse sa place en National mais a conservé son statut professionnel. Le début de saison est mauvais et les Sang et Or sont relégables en octobre, mais il remontent la pente après avoir changé d'entraîneur, enchaînant sept victoires d'affilée durant l'hiver, pour finir vice-champions de National et retrouver la D2.
En 2001 Martigues est relégué. Le club sera finalement repêché mais Olivier Frapolli a déjà mis les voiles pour l'US Créteil, présidé par Alain Afflelou. Dans un contexte agité, il contribue au maintien de son club, qui terminera premier non-relégable deux saisons de suite, bien loin des objectifs initialement affichés. En mars 2002, il effectue un essai, non concluant, à Huddersfield Town, club de troisième division anglaise. Dès son retour d'Angleterre, il retrouve sa place de titulaire.

### L'entraîneur (depuis 2003)
En mars 2003, après deux sessions de stage et un examen au CTNFS de Clairefontaine, il obtient la partie spécifique du Brevet d'État d'éducateur sportif premier degré (BEES 1er degré), mise en place par la FFF pour les joueurs professionnels en reconversion. C'est la première marche incontournable pour obtenir le diplôme d'entraîneur de football (DEF). 

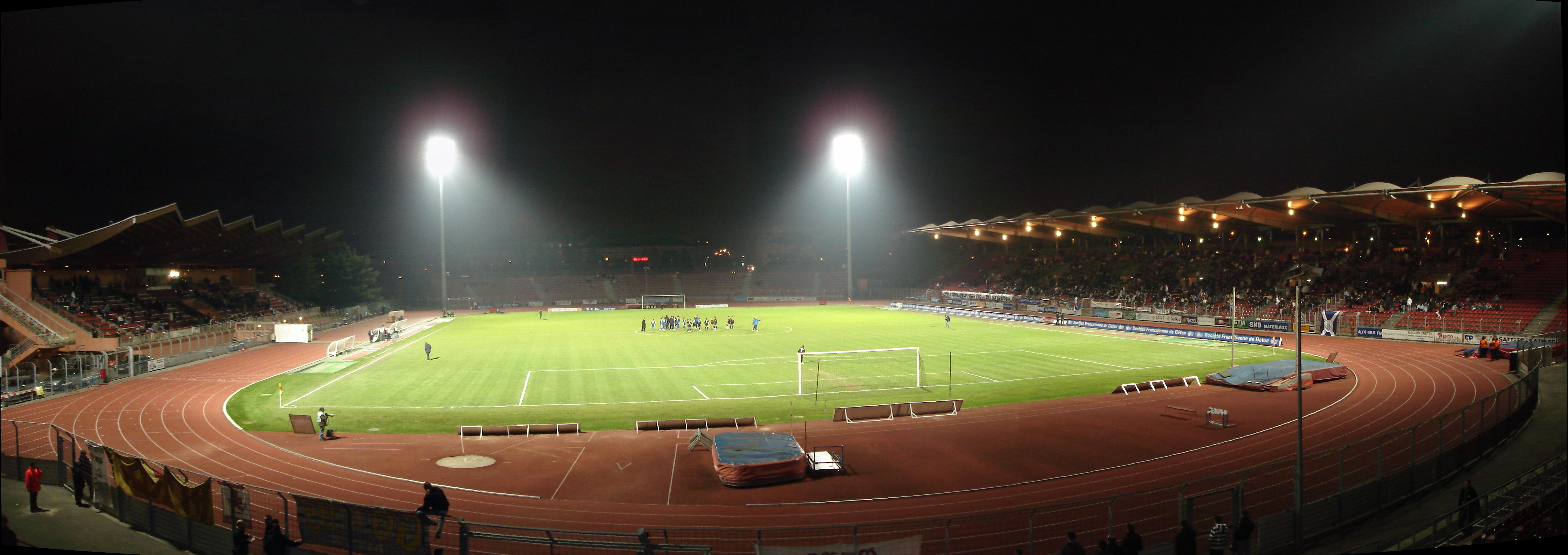
À Créteil, double sauveur d'équipes en crise, Olivier Frapolli est surnommé « le pompier ».

Peu utilisé avec l'équipe première en début de saison 2003-2004, il est rétrogradé en équipe réserve à l'automne. Il en devient le capitaine, puis l'entraîneur-joueur en décembre 2003, remplaçant Slaviša Vukičević, démis de ses fonctions. Passant ses diplômes d'entraîneur en parallèle, il parvient à obtenir le maintien et met un terme à sa carrière de joueur en fin de saison, afin de se consacrer uniquement à ses fonctions d'entraîneur et de responsable technique. Aux commandes de la jeune équipe cristolienne, ses performances sont remarquables : il décroche le titre de champion du groupe B de CFA 2 en 2006, année où il obtient son DEF. Le 16 septembre 2006, Albert Rust, coach de l'équipe première, est limogé. Frapolli assure alors l'intérim pendant quatre matches, jusqu'à l'arrivée d'Artur Jorge, dont il devient l'adjoint pendant une saison. Le tandem ne parviendra pas à éviter la descente en National, et Artur Jorge est remplacé par Thierry Goudet, qui conservera Frapolli comme adjoint. Ils connaissent une année sportivement difficile, mais leur collaboration se passe bien. Propulsé à la tête de l'équipe en avril 2008 à la suite du limogeage de Goudet, il parvient à créer un électrochoc et assure le maintien en National deux journées avant la fin du championnat. Avec Frapolli à sa tête, l'équipe engrange treize points sur quinze possibles lors des cinq dernières journées, terminant à la 7e place. C'est donc très logiquement qu'il est maintenu aux commandes de l'équipe pour la saison 2008-2009. À Créteil, il aura relevé avec brio les challenges qui lui ont été proposés, sauvant l'équipe de CFA 2 puis celle de National, ce qui lui vaudra un surnom évocateur : « le pompier ».
À l'issue de la saison 2008-2009, il n'est pas conservé par le club. En juin 2009, il a quelques contacts avec l'ESTAC en National pour être l'adjoint de Patrick Rémy, mais donne son accord pour s'engager à Fleury en DH, où il est préféré à Ladislas Lozano. Il se désengagera une semaine plus tard, contraint de rejoindre le Sud pour des raisons familiales. Il devient alors superviseur pour l'AS Cannes pendant six mois, avant de s'engager en janvier 2010 avec l'US Sénart-Moissy, mal en point en CFA. Il parvient à sauver le club de la relégation, terminant deuxième de la phase retour, derrière Orléans qui le recrutera en fin de saison. Il quitte Sénart-Moissy sur une victoire en Coupe de Paris face à l'équipe C du Paris SG, son deuxième trophée en tant qu'entraîneur.
En juin 2010, il rejoint l'US Orléans comme adjoint de Yann Lachuer. La saison suivante, il entraîne en parallèle l'équipe B, nouvellement promue en DH, et la maintient aisément. Il prend la succession de Lachuer à son départ en 2012.

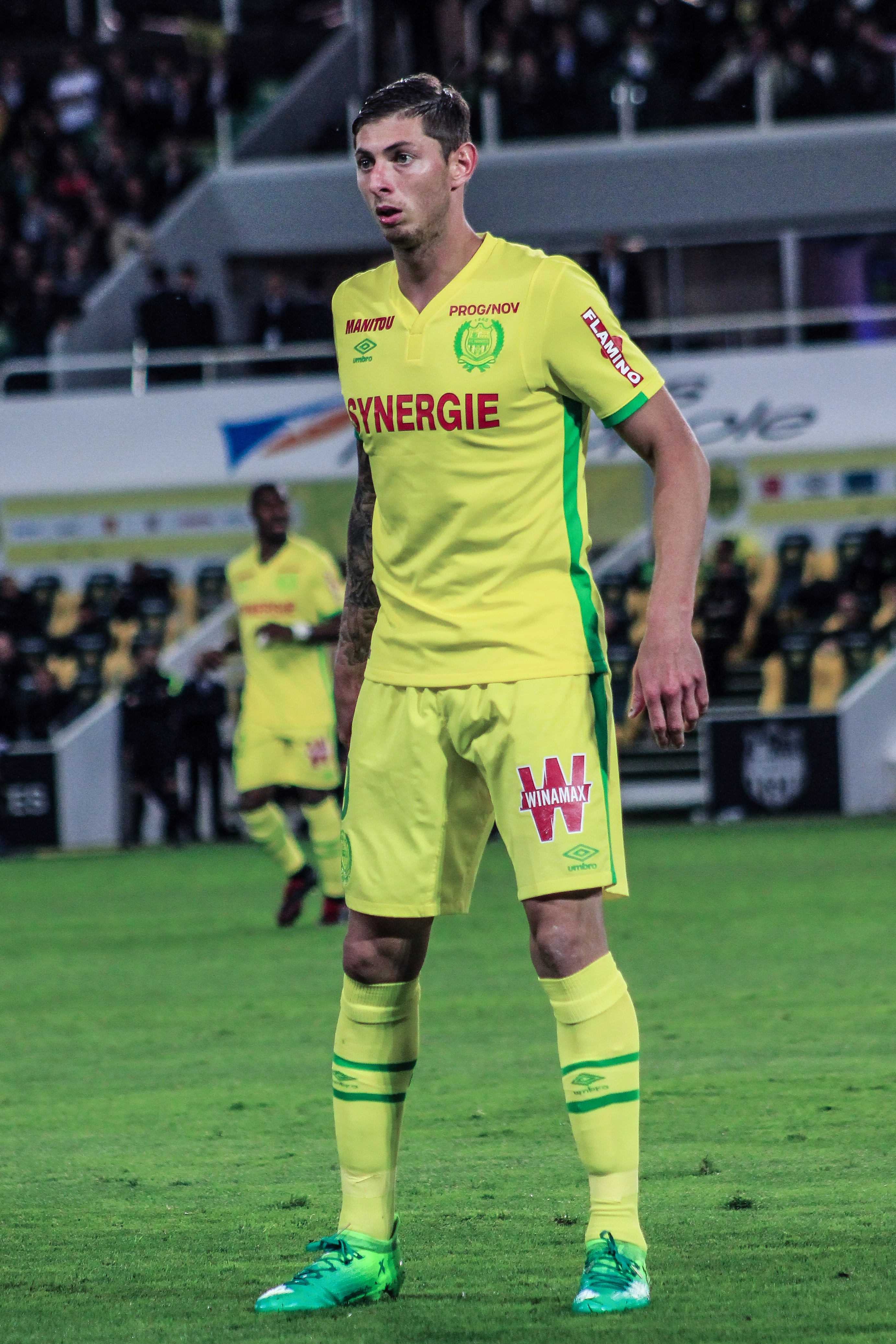
Emiliano Sala se révèle sous les ordres de Frapolli.

En 2014, deux ans seulement après son arrivée sur le banc de l'US Orléans, il parvient à faire remonter le club en Ligue 2, chose qui n'était plus arrivée depuis 22 ans. L'USO finit en prime champion de National devant Luzenac et le Gazélec Ajaccio, et Frapolli est sacré meilleur entraîneur de National par ses pairs. À partir de 2014, il suit à Clairefontaine la formation au BEPF, plus haut diplôme d'entraîneur en France. Dans le cadre de sa formation, il effectue un stage d'une semaine à Tottenham en janvier 2015. En mai 2015 le club termine 18e de Ligue 2 et se voit relégué en National seulement un an après l'avoir quitté, malgré une saison correcte dans le contenu des matches.
Olivier Frapolli a néanmoins la confiance des dirigeants orléanais, et est reconduit dans ses fonctions en ayant pour objectif la remontée immédiate dans l'échelon supérieur. En avril 2016 il décroche le BEPF, obtenant par équivalence la licence UEFA Pro, qui permet d'entraîner au plus haut niveau européen. Il a quelques touches en France et à l'étranger, mais souhaite poursuivre le travail entrepris à Orléans. En mai 2016 il conclut un accord pour une prolongation de deux saisons, à la condition que l'USO remonte en Ligue 2. Il parvient au terme de la saison 2015-2016 à remplir cet objectif en accrochant la deuxième place de National derrière le RC Strasbourg.
Le 28 décembre 2016, il est démis de ses fonctions à la tête de l'US Orléans, dernier du championnat de France de Ligue 2 malgré un début de saison très correct dans le jeu. Il est remplacé par Didier Ollé-Nicolle. À Orléans, outre deux montées, il restera comme celui qui a permis la révélation d'Emiliano Sala, réussissant à obtenir son prêt en 2012, et l'explosion de Nicolas Pépé.
En mai 2017, également ciblé par le Red Star et le Stade Lavallois, il prend la place d'Alain Pochat sur le banc de l'Union sportive Boulogne Côte d'Opale, y signant pour deux saisons. À Boulogne, reconnu pour ses qualités de technicien, il fait l'unanimité, même lorsque l'équipe est un temps relégable. À l'été 2018, sollicité par d'autres clubs en National et à l'étranger, il préfère continuer à travailler sur la construction de l'effectif pour la saison suivante. Avant le début du championnat, il prolonge son contrat jusqu'en 2020, avec des clauses pouvant le porter jusqu'en 2024 si ses objectifs sont atteints. L’un de ces objectifs reste la montée en Ligue 2, « à court ou moyen terme ».
Le 28 mai 2019, en contact avancé depuis une semaine avec le Stade lavallois, qui lui a fait une proposition écrite malgré son engagement contractuel, il est finalement libéré par le président Reinold Delattre, qui déclare dans un communiqué que « l'Institution USBCO ne pouvait accepter cette situation ». Le lendemain, il s'engage pour deux saisons avec le Stade lavallois Mayenne Football Club. Prolongé de deux ans, plus une saison en option, en avril 2021 malgré deux premières saisons laborieuses, il propulse Laval en tête du championnat en février 2022 et permet au club de retrouver la Ligue 2 le 2 mai 2022, cinq ans après l'avoir quittée. Quatre jours plus tard, le Stade lavallois est sacré champion de France de National, le premier titre du club depuis 38 ans. Aux Trophées du National 2022, Olivier Frapolli est élu meilleur entraîneur par ses pairs. En juillet 2022, son contrat est revalorisé et il dispose désormais d'un contrat d'un an, plus deux saisons en option, les clubs promus ne pouvant avoir un entraîneur avec deux ans de contrat.

## Style de joueur et d'entraîneur

### Libéro calme et technique

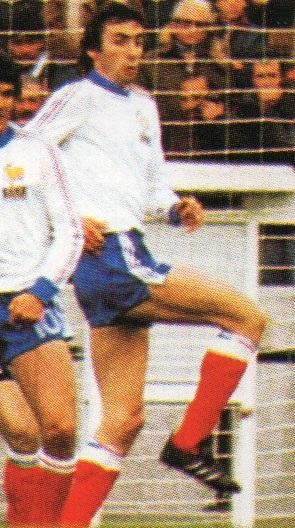
En 1993, Onze Mondial voit en Frapolli un successeur de Maxime Bossis.

En septembre 1993, le magazine Onze Mondial présente les qualités et le style de jeu d'Olivier Frapolli, titulaire depuis un an au sein de l'arrière-garde toulousaine :

« Le grand public découvre chaque semaine un garçon calme, parfaitement à l'aise à un poste dont il a la spécificité. Libéro-type, Olivier Frapolli maîtrise bien son rôle. Par son intelligence, son placement et son sens de l'anticipation. Doté d'une bonne technique de relance, d'un bon jeu de tête, il est également à l'aise dans les un contre un, sur les tâches défensives ou dans les jaillissements. Ce qui lui permet de compenser son manque de vitesse. Mais à un poste où l'expérience est primordiale, Olivier Frapolli, tout juste vingt-deux ans, se doit de beaucoup jouer pour diriger sa défense. Sa maturité naissante laisse augurer d'un futur grand professionnel, au comportement irréprochable. Un exemple pour les autres. Le grand Max Bossis, à qui il ressemble sur bien des points, a peut-être trouvé son digne successeur... »

— Onze Mondial, numéro 56, septembre 1993
Rarement averti, il ne recevra que 0,11 cartons jaunes par titularisation au cours de sa carrière, un chiffre particulièrement faible.

### Un manager moderne
Travailleur, il sait se remettre en question et se replonger dans son projet de jeu en cas d'échec, pour essayer de l'améliorer, de le développer. Il considère la défense comme le socle d'une équipe mais, conscient qu'on ne peut jouer les premiers rôles d'une division en jouant le contre, il recherche avant tout l'équilibre entre production de jeu et solidité.
Son management s'appuie sur quatre valeurs immuables : exigence - honnêteté - plaisir - cohésion. Exigeant envers lui-même, il l'est également envers ses collaborateurs. Très curieux, il met en place des passerelles entre le monde de l’entreprise et celui du sport pour adapter les outils. Il considère que la place de l'humain est prépondérante dans le football, et obtient d'ailleurs en 2020 un certificat de préparation mentale pour la performance professionnelle,. Conscient du caractère parfois irrationnel du football, il est ouvert à l'utilisation des data pour analyser plus justement les prestations de ses équipes, observant de près les expected goals. Il utilise également la data dans son processus de recrutement,, assisté d'un analyste du jeu depuis 2022.

## Statistiques

### Statistiques de joueur
Au cours de sa carrière de joueur, il dispute 50 matches en Division 1 et 254 matches en Division 2.
Au total en tant que joueur, il participe à une accession (Martigues en 2000), et quatre relégations (Toulouse en 1994, Poitiers en 1996, Beauvais en 1999 et Martigues en 2001).

### En équipe de France Espoirs

#### Statistiques totales
- 3 sélections : 3 victoires
- 1er match le 16 février 1993 :  Israël -  France (1-2)
- Dernier match le 28 avril 1993 :  France -  Suède (2-1)

#### Matches internationaux
| Matchs internationaux d'Olivier Frapolli | Matchs internationaux d'Olivier Frapolli | Matchs internationaux d'Olivier Frapolli     | Matchs internationaux d'Olivier Frapolli | Matchs internationaux d'Olivier Frapolli | Matchs internationaux d'Olivier Frapolli | Matchs internationaux d'Olivier Frapolli |
| #                                        | Date                                     | Lieu                                         | Adversaire                               | Résultat                                 | Compétition                              | Notes                                    |
| ---------------------------------------- | ---------------------------------------- | -------------------------------------------- | ---------------------------------------- | ---------------------------------------- | ---------------------------------------- | ---------------------------------------- |
| 1                                        | 16 février 1993                          | Stade municipal d'Herzliya, Herzliya, Israël | Israël                                   | 1 - 2                                    | Qualifications de l'Euro espoirs 1994    | Titulaire.                               |
| 2                                        | 26 mars 1993                             | Stadion Mödling, Mödling, Autriche           | Autriche                                 | 0 - 1                                    | Qualifications de l'Euro espoirs 1994    | Titulaire.                               |
| 3                                        | 28 avril 1993                            | Stade Auguste Delaune, Reims, France         | Suède                                    | 2 - 1                                    | Qualifications de l'Euro espoirs 1994    | Titulaire.                               |

### Statistiques d'entraîneur
En tant qu'entraîneur, il obtient au total quatre accessions (Créteil B en 2006, Orléans en 2014 et 2016, et Laval en 2022), pour une relégation (Orléans en 2015).
Avec trois montées de National en Ligue 2, il est avec Philippe Hinschberger l'un des deux entraîneurs ayant connu le plus d'accessions à ce niveau

## Palmarès

### En tant que joueur
- Vice-champion de National en 2000 avec le FC Martigues.

### En tant qu'entraîneur
- Champion de France de National en 2014 avec l'US Orléans
- Champion de France de National en 2022 avec le Stade lavallois
- Vice-champion de National en 2016 avec l'US Orléans
- Champion du groupe B de CFA 2 en 2006 avec l'équipe réserve de l'US Créteil
- Coupe de Paris en 2010 avec l'US Sénart-Moissy

## Distinctions personnelles
- Élu meilleur entraîneur de National en 2014 avec l'US Orléans
- Élu meilleur entraîneur de National en 2022 avec le Stade lavallois

## Engagements syndicaux et prises de positions

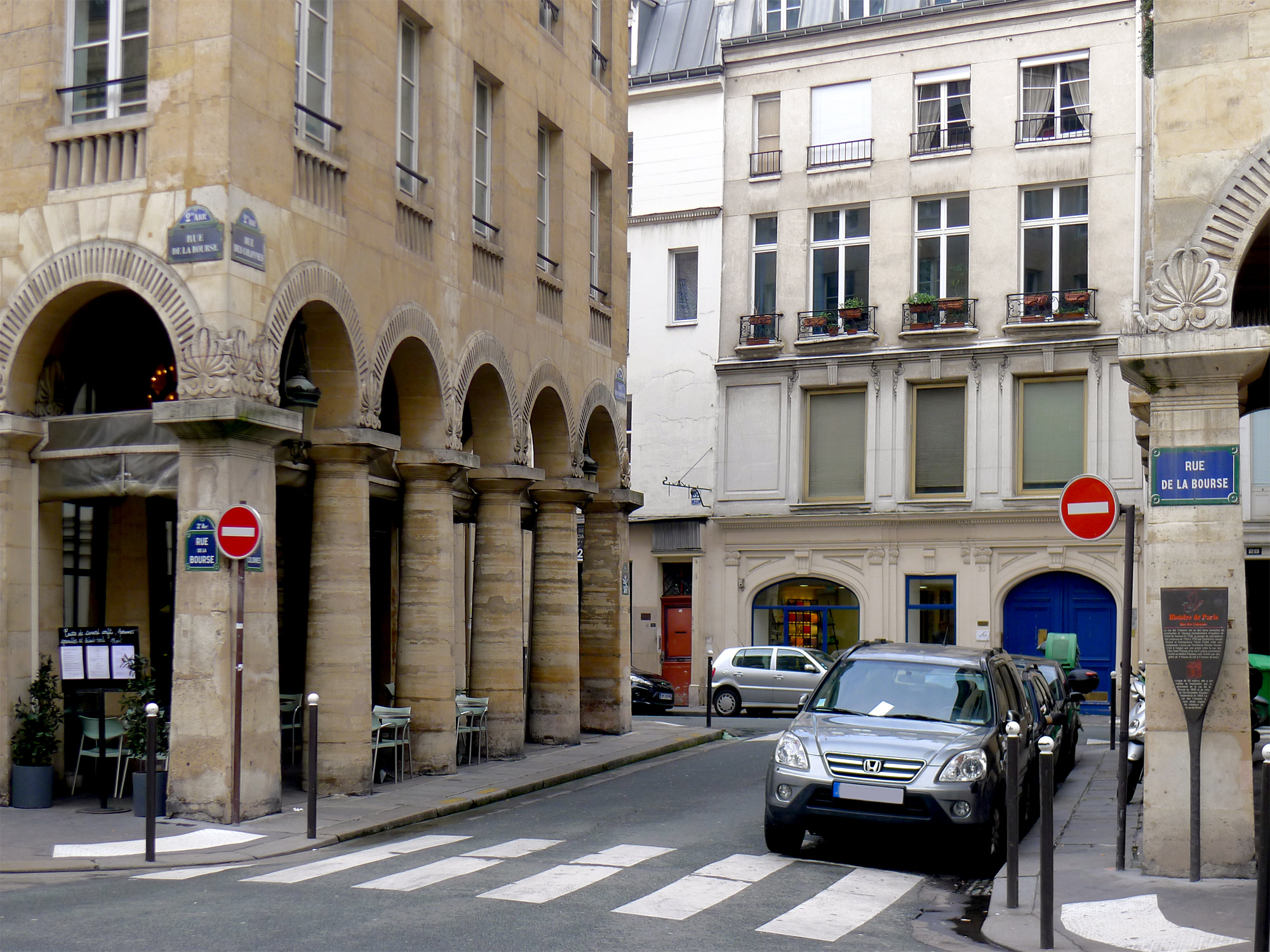
Ancien siège de l'UNFP, à Paris.

De 1999 à 2001, il est délégué syndical de l'UNFP au sein du FC Martigues,. De 2001 à 2004, il est de nouveau délégué syndical de l'UNFP, au sein de son club de l'US Créteil,,. En 1999, il est élu membre du comité directeur de l'UNFP. Il y siègera jusqu'en 2003.
Fervent défenseur du National, « championnat sous-médiatisé qui vaut mieux que son image », mais qu'il considère comme non viable économiquement car à cheval entre mondes amateur et professionnel, il milite depuis 2010 pour la création d'une Ligue 3 professionnelle.

Mettant en garde les jeunes footballeurs, mal préparés à gérer le volet financier de leur carrière, il dénonce l'ingérence parentale autour des petits génies du football, prenant pour exemple la signature de Kylian Mbappé au Paris-Saint-Germain, célébrée dans une inhabituelle atmosphère familiale : 

« Imaginons un instant la même scène se déroulant hors du cadre sportif. Serait-il concevable que des parents viennent célébrer, au sein d'une entreprise plus classique, la signature du contrat de leur rejeton comptable, boulanger ou chauffeur livreur ? »

— Olivier Frapolli, Les Échos, 13 avril 2021

## Vie personnelle
Il est père de trois enfants : Léa, Chloë et Jade